# USS Frankford
Lo USS Frankford (hull classification symbol DD-497) fu un cacciatorpediniere della United States Navy, entrato in servizio nel marzo 1943 come parte della classe Gleaves.
Il cacciatorpediniere operò nel corso della seconda guerra mondiale principalmente nel teatro bellico dell'oceano Atlantico e del mar Mediterraneo, prendendo parte in particolare alle operazioni anfibie dell'operazione Overlord e dell'operazione Dragoon in Francia nel 1944. Dismessa dal servizio alla fine della guerra, l'unità fu radiata nel 1971 e lo scafo affondato nel dicembre 1973 nel corso di un'esercitazione a fuoco.

## Storia
Impostata il 5 giugno 1941 nei cantieri della ditta Seattle-Tacoma Shipbuilding Corporation di Seattle, la nave venne varata il 17 maggio 1942 con il nome di Frankford in onore di John Frankford, un corsaro statunitense distintosi nella "quasi-guerra" del 1798-1800. La nave entrò quindi ufficialmente in servizio il 31 marzo 1943, e dopo aver svolto servizio di scorta nelle acque di casa tra il 27 giugno e il 29 novembre compì tre traversate dell'oceano Atlantico a protezione di convogli mercantili diretti a Casablanca e nell'Irlanda del Nord; in seguito svolse ancora servizio lungo la costa orientale degli Stati Uniti a partire dalla base di Norfolk, prima di trasferirsi il 18 aprile 1944 a Plymouth nel Regno Unito in vista dell'imminente invasione della Francia a opera delle forze degli Alleati
.
Fino ai primi di giugno 1944 il Frankford scortò convogli di truppe destinati all'invasione dalle zone di addestramento in Scozia
a quelle di raduno nel sud dell'Inghilterra. Il 6 giugno 1944 infine il cacciatorpediniere fece parte della grande flotta d'invasione alleata inviata ad appoggiare lo sbarco in Normandia: l'unità fornì fuoco d'appoggio ai reparti statunitensi sbarcati a Omaha Beach, oltre a prestare soccorso a naufraghi e piloti di aerei abbattuti e svolgere pattugliamenti di contrasto ad attacchi delle motosiluranti tedesche. Salvo che per una sosta di due giorni a Plymouth per rifornirsi, il Frankford operò a sostegno delle forze d'invasione al largo della Normandia fino al 15 luglio.
Il 18 luglio 1944 il Frankford salpò da Plymouth di scorta a un gruppo di mezzi da sbarco trasferiti dall'Inghilterra al settore del mar Mediterraneo, arrivando a Napoli il 6 agosto seguente. Assegnato alla flotta d'invasione alleata inviata a sostenere gli sbarchi anfibi nel sud della Francia (operazione Dragoon), a partire dal 13 agosto il Frankford pattugliò le acque davanti alla testa di ponte alleata in funzione di contrasto ai mezzi insidiosi dei tedeschi; nella notte tra il 17 e il 18 agosto l'unità e altri tre cacciatorpediniere affrontarono e sconfissero un gruppo di motosiluranti della Kriegsmarine, affondandone quattro. Il 30 agosto il Frankford rientrò a Napoli, per poi intraprendere una crociera di rientro negli Stati Uniti conclusasi con l'arrivo nel porto di New York il 3 ottobre seguente; il cacciatorpediniere fu quindi messo in cantiere per lavori di revisione e manutenzione.
Dopo il rientro in servizio il Frankford svolse servizi di pattugliamento e di addestramento lungo la costa orientale degli Stati Uniti; il 21 gennaio 1945 il cacciatorpediniere raggiunse la zona delle isole Azzorre per unirsi alla scorta dell'incrociatore USS Quincy: l'incrociatore aveva a bordo il presidente statunitense Franklin Delano Roosevelt, diretto a Malta come tappa intermedia prima della conferenza di Jalta con gli altri leader supremi degli Alleati. Il Frankord fu quindi distaccato nel Mediterraneo orientale come unità di soccorso durante il trasferimento in aereo di Roosevelt da Malta a Jalta, per poi rientrare a New York il 27 febbraio; il cacciatorpediniere riprese quindi con le abituali missioni di pattugliamento anti-sommergibili lungo le coste atlantiche degli Stati Uniti.
Dopo la conclusione delle ostilità in Europa, il Frankford si trasferì nell'oceano Pacifico raggiungendo la base di Pearl Harbor l'8 agosto 1945; dopo l'avvenuta resa del Giappone il 15 agosto il cacciatorpediniere si trasferì nelle acque nipponiche per svolgere compiti di occupazione, scortando i gruppi di dragamine impegnati a tracciare rotte sicure al largo del Giappone e coprendo quindi lo sbarco incontrastato delle truppe alleate su Honshū. Il 25 ottobre 1945 il Frankford lasciò il Giappone per rientrare negli Stati Uniti; il cacciatorpediniere fu quindi disarmato il 4 marzo 1946 e posto in riserva nel porto di Charleston. Cancellato dai registri navali statunitensi il 1º giugno 1971, lo scafo del cacciatorpediniere fu infine affondato come bersaglio il 4 dicembre 1973 durante un'esercitazione navale al largo di Portorico.

## Comandanti
Lista di comandanti dell'USS Frankford e relativa data di assunzione del comando:
1. Tenente comandante Thomas James Thornhill Jr.: 31 marzo 1943;
2. Tenente comandante James Lardner Semmes: 25 gennaio 1944;
3. Tenente comandante Donald George Wright: 16 gennaio 1945;